# Intervenção cognitiva
A intervenção cognitiva é uma forma de intervenção psicológica, uma técnica e terapia praticada no aconselhamento psicológico. Ela descreve uma miríade de condutas para terapia que se concentram na abordagem do sofrimento psicológico em um nível cognitivo. Também está associada à terapia cognitiva, a qual foca no processo de reflexão e na maneira pela qual as emoções influenciam os processos e estruturas cognitivas. A intervenção cognitiva força a mudança comportamental. Os conselheiros adotam diferentes níveis da técnica de acordo com a característica do cliente. Por exemplo, ao aconselhar adolescentes, uma estratégia mais avançada é adotada do que a intervenção utilizada em crianças. Antes da intervenção uma avaliação cognitiva inicial também é conduzida com o propósito de cobrir as preocupações da abordagem cognitiva, a qual encobre toda a gama de expressão humana - pensamento, sentimento, comportamento e gatilhos ambientais.
Os diversos tipos de intervenções cognitivas são praticados na psicologia cognitiva.

## Descrição
A intervenção cognitiva se concentra na abordagem e na mudança de crenças e atitudes, assim como no aprimoramento cognitivo. Notavelmente, um domínio comum de intervenções é a inspeção de experiências passadas que levaram à formação de certas crenças e atitudes. A retrospecção é mais frequentemente utilizada a fim de mudar a forma a qual eventos/experiências passadas são percebidos pelo indivíduo. O objetivo da abordagem de experiências passadas é discutir a raiz do sofrimento psicológico e, ao fazer isso, redirecionar os pensamentos e aliviar o sofrimento. Outro domínio comum é a estimulação mental com propósito de se evitar a deterioração das vias neurais.  Isso geralmente se concentra na criação de novas vias neurais e/ou na estimulação das vias já existentes. As intervenções cognitivas assumem que os processos de pensamento podem, até certo ponto, ser controlados e alterados pelo indivíduo. Usualmente, todas as intervenções cognitivas se convergem no exercício da mente em busca de fazê-la pensar de uma forma diferente.

### Histórico
Um dos primeiros usos de intervenções cognitivas foi realizado por Aaron T. Beck e seus colegas. A "teoria cognitiva da depressão" de Beck focava na dissertação de crenças que uma pessoa mantém e que a torna mais suscetível à depressão.  Parte da teoria cognitiva de Beck focava na tríade cognitiva para modelar sistemas de crenças. Esses credos podem ser sobre si mesmos, outras pessoas ou o mundo ao seu redor.  Por exemplo, uma crença prejudicial é nunca ser bom o suficiente, algo que pode levar à autodepreciação e aumentar a vulnerabilidade da pessoa à depressão. Beck desenvolveu terapias cognitivas com propósito de abordar e modificar essas crenças a fim de ajudar no controle da depressão. A terapia cognitiva consiste em uma série de sessões que visam fornecer aos pacientes deprimidos "habilidades cognitivas e comportamentais" para lidar com a depressão. 
A terapia cognitiva de Beck foi desenvolvida para usos clínicos com o propósito de tratar de um amplo espectro de doenças mentais. A teoria cognitiva da depressão de Beck foi estendida para o tratamento do transtorno de ansiedade generalizada, transtorno de personalidade e outros.  Terapias cognitivas desenvolvidas no intuito de se lidar com transtornos mentais se concentram na alteração de credos mal-adaptativos, os quais modificam a percepção das pessoas de si mesmas e também da sua experiência no seu ambiente.
O uso atual de intervenções cognitivas se estendeu para além da discussão de credos, indo até o tratamento uma ampla gama de problemas psicológicos em um nível cognitivo.

## Aplicações
As intervenções cognitivas são aplicadas tanto em ambientes clínicos quanto nos não clínicos. A estratégia de intervenção cognitiva difere-se dependendo da sua aplicação, todavia segue a mesma estrutura geral. As estratégias utilizadas variam de acordo com o alvo da intervenção.

### Demência
As intervenções cognitivas são um método não farmacológico / psicológico de tratar a demência, assim como o défice cognitivo ligeiro. As três abordagens de intervenções cognitivas para a demência foram desenvolvidas em 2003 por Clare e suas colegas.  As três abordagens foram criadas com o propósito de se utilizar das intervenções cognitivas no tratamento da Doença de Alzheimer (DA), e elas têm sido amplamente usadas no tratamento do Alzheimer e de diferentes formas de demência.  Eles definiram uma estrutura conceitual que categorizou três abordagens às intervenções cognitivas. As três abordagens têm diferentes propósitos e premissas subjacentes.
Estimulação Cognitiva
A estimulação cognitiva visa melhorar o "funcionamento cognitivo e social". Seu principal objetivo é a estimulação cognitiva global. Ele assume que as funções cognitivas operam simultaneamente e, portanto, as intervenções cognitivas devem empregar um método global de estimulação cognitiva. A estimulação cognitiva envolve atividades que buscam o aprimoramento da cognição em ambientes sociais, tais quais as discussões.
Treinamento Cognitivo
O treinamento cognitivo é realizado através da "prática guiada em um conjunto de tarefas padrão". Essas tarefas padrão têm como objetivo desafiar e aperfeiçoar funções cognitivas específicas (como a memória). Em essência, ele se utiliza da repetição de tarefas padronizadas a fim de treinar a mente para a realização certas funções cognitivas. Ele assume que, por meio de uma "prática diária" de funções específicas, essas funções podem ser melhoradas ou pelo menos mantidas. O treinamento cognitivo pode acontecer de várias formas, dependendo das circunstâncias do indivíduo, e pode variar em dificuldade. Tem a possibilidade de ser administrado por um terapeuta, realizado em um ambiente social, orientado por um cuidador, etc. Em resumo, ele se concentra no aprimoramento de funções cognitivas específicas através da prática repetitiva de uma série de tarefas padronizadas.
Reabilitação Cognitiva
O objetivo da reabilitação cognitiva é o auxílio às pessoas com intenção de que elas "alcancem ou mantenham um nível ideal de funcionamento físico, psicológico e social", tendo em vista as suas condições específicas. A reabilitação cognitiva reconhece que o comprometimento cognitivo causa consequências reverberantes em todos os aspectos da vida das pessoas e busca minimizar as consequências sentidas. Ao reabilitar pessoas aos contextos sociais, físicos e psicológicos, a reabilitação cognitiva mantém um propósito de auxiliar as pessoas a retomarem um estilo de vida construtivo da melhor maneira possível. A reabilitação cognitiva é individualizada de acordo com as necessidades de cada indivíduo e se altera conforme a condição do indivíduo evolui.

### Desempenho da memória e auto-eficácia da memória
Existe um padrão geral de declínio cognitivo à medida que as pessoas envelhecem e um aspecto notável do declínio é a memória.  Especificamente, o desempenho da memória declina na população idosa, tal qual a autoeficáciada memória. Em outras palavras, os adultos mais velhos possuem suas funções de memória decrescentes, assim como uma perda de confiança em suas habilidades de "utilizar a sua memória efetivamente".  No entanto, devido à neurogênese adulta, as pessoas são capazes de aprimorar suas habilidades cognitivas ao longo da vida.  Assim, diversos modelos de intervenções cognitivas desenvolveram-se com a finalidade de apurar o desempenho da memória e aumentar a auto-eficácia da memória. Esses modelos foram testados quanto à sua importância na melhoria do funcionamento cognitivo. Alguns modelos notáveis são:
Projeto de Desenvolvimento e Enriquecimento de Adultos (ADEPT)
O modelo ADEPT aperfeiçoa as capacidades cognitivas mediante de um “treinamento de capacidade fluida”. A inteligência fluida geralmente diminui à medida que as pessoas envelhecem. Por meio de treinamento o ADEPT visa retardar o declínio e melhorar a capacidade cognitiva. Ao aperfeiçoar as habilidades fluidas cognitivas, o ADEPT pode potencialmente melhorar o funcionamento da memória. 
Treinamento Cognitivo Avançado para Idosos Independentes e Vitais (ACTIVE)
ACTIVE utiliza-se de treinamento cognitivo a fim de estimular intelectualmente os adultos mais velhos. Seu objetivo é a proteção do funcionamento cognitivo de adultos mais velhos, incluindo o desempenho da memória, no processo de envelhecimento. Para testar sua eficácia, o maior ensaio clínico aleatório de teste do treinamento cognitivo foi realizado nos Estados Unidos. Os resultados do estudo descobriram que ACTIVE tem um efeito significativo na melhoria das “habilidades cognitivas direcionadas”.

## Críticas
O uso de intervenções cognitivas no tratamento de transtornos mentais é controverso e obteve resultados mistos. Os programas de intervenção cognitiva têm se mostrado ineficazes no tratamento de determinadas condições e, portanto, questiona o escopo de aplicações das intervenções cognitivas.
Progressão quanto à Doença de Alzheimer
Uma revisão da literatura feita sobre o uso de programas de intervenção cognitiva com o propósito de "retardar a progressão à DA em idosos saudáveis" concluiu que as intervenções cognitivas são ineficazes como uma medida preventiva para a DA. 
Estágios iniciais de DA e demência vascular
O treinamento cognitivo e a demência cognitiva são programas de intervenção cognitiva utilizados no enfrentamento das dificuldades de memória dessas deficiências cognitivas. No entanto, Clare e colegas examinaram seis estudos que usaram a intervenção cognitiva e não encontraram nenhum efeito estatisticamente significativo dessas intervenções no funcionamento da memória.